# Beni Chaib
Beni Chaib è un comune dell'Algeria, situato nella provincia di Tissemsilt.